# باي سوزي
باي سوزي ((الكورية: 배수지) مواليد 10 أكتوبر 1994) هي مغنية، راقصة، ممثلة، عارضة ورئيسة تشريفات كورية جنوبية. وهي عضوة في مجموعة الفتيات الكورية ميس أيه (miss A)، التي أنشأتها شركة جاي واي بي إنترتينمنت.

## السيرة الذاتية
ولدت سوزي في غوانغجو في 10 أكتوبر 1994. التحقت بمدرسة سول الثانوية للفنون المسرحية. كانت عارضة تسوق على الإنترنت.في 2009 لفتت انتباه كشافة من شركة جاي واي بي إنترتينمنت وسرعان ما أصبحت متدربة. بعد التدريب لمدة عام، انضمت مع زميلتيها فاي و‌جيا. بالإضافة إلى آخر عضوة تنضم للمجموعة مين، ليشكل الرباعي فرقة ميس أيه. وقد تفككت الفرقة التي حققت الكثير من الانجازات في الثالث والعشرين من شهر ديسمبر 2017 وكانت سوزي العضوة الاخيرة التي تخرج منها، وفي شهر يناير 2017 قامت سوزي بالإفراج عن ألبومها المصغر الأول (?yes?no).

## الأدوار

### قامت بادوار في مسلسلات
- 2011: مسلسل الحلم السامي
- 2012: مسلسل الكبير
- 2013: مسلسل كتاب عائلة غو
- 2016: مسلسل مغرم للأسف
- 2017: مسلسل بينما كنت نائما
- 2019: مسلسل فاجابوند
- 2020: مسلسل شركة ناشئة
- 2022: مسلسل آنا المزيفة[5]
- 2023: مسلسل فتاة الطابق السفلي[6]
- 2025 : مسلشل مارد الأمنيات[7]

### أفلامها
- 2012: فيلم Architecture 101
- 2015: فيلم The sound of a Flower
- 2019: فيلم Ashfall

## روابط خارجية
- سوزي على موقع IMDb (الإنجليزية)
- سوزي على موقع روتن توميتوز (الإنجليزية)
- سوزي على موقع ألو سيني (الفرنسية)
- سوزي على موقع ميوزك برينز (الإنجليزية)
- سوزي على موقع أول ميوزيك (الإنجليزية)
- سوزي على موقع أول ميوزيك (الإنجليزية)
- سوزي على موقع ديسكوغز (الإنجليزية)
- سوزي على موقع قاعدة بيانات الفيلم (الإنجليزية)
- سوزي على موقع ليتربوكسد (الإنجليزية)